# عمیروش آیت حمودة
عمیروش آیت حمودة (زاده ۳۱ اکتبر ۱۹۲۶ در ابودرارن الجزایر درگذشت:۲۹ مارس ۱۹۵۹ ابو سعده الجزایر) از فرماندهان جنگ الجزایر بود.
وی در جریان نبرد با استعمارگران فرانسوی در الجزایر کشته شد.
از وی به عنوان یک شخصیت ملی در الجزایر یاد می‌شود.